# 사카이촌 (나가노현 시모타카이군)
사카이촌(堺村)은 나가노현 시모타카이군에 있던 촌이다. 현재의 시모미노치군 사카에촌에 해당한다.

## 역사
- 1879년 1월 4일 - 시모타카이군에 소속되었다.
- 1889년 4월 1일 - 정촌제 시행에 의해 2촌의 구역을 확장해 시모타카이군 사카이촌이 성립하였다.
- 1956년 9월 30일 - 시모미노치군 미노치촌, 시모타카이군 시모타카이촌이 합병해, 시모미노치군 사카에촌이 성립하여, 동일 사카이촌은 폐지되었다.

## 참고문헌
- 角川日本地名大辞典 20 長野県